# Æthelred I av Northumbria
Æthelred I av Northumbria, död 796, var en engelsk monark. Han var kung av Northumbria 774–779 och 790-796. 